# Begga
Begga (615 circa – Andenne, 17 dicembre 698) è stata una badessa franca, una delle figlie di Pipino di Landen, maggiordomo di Austrasia, che, sposata ad un Arnolfingio diede origine con la sua progenie alla casa dei Carolingi.

## Origine
Era figlia di Pipino di Landen, figlio di Carlomanno, maggiordomo di palazzo in Neustria per il re Clotario II, e di sua moglie Itta. Era sorella di Gertrude di Nivelles, anche lei santa, e di Grimoaldo I.

## Biografia
Il padre Pipino di Landen, maggiordomo di Austrasia, la diede in sposa ad Ansegiso, domesticus dei re Sigeberto III e Childerico II e figlio del vescovo Arnolfo di Metz. Sempre negli Annales Xantenses viene ricordato che Ansegiso era lo zio paterno di san Vandregisilo.
Dal loro matrimonio nacque Pipino di Héristal, che fu il fautore della riunificazione dei regni franchi ed il fondatore della dinastia dei Carolingi. La sua discendenza è citata negli Annales Marbacenses, dove è scritto che Begga sposò Ansegiso e a lui generò Pipino, maggiordomo dei Regni Franchi, che generò Carlo (Maggiordomo dei Regni Franchi), che generò Carlomanno e Pipino (maggiordomi dei Regni Franchi) e Pipino, che poi fu re, generò i re dei Franchi Carlomanno I e Carlo, che poi fu imperatore e definito Magno
Rimasta vedova, molto probabilmente nel 662, imitando la madre, che aveva fondato il monastero di Nivelles, diventandone badessa, fondò il monastero di Notre Dame ad Andenne, nei pressi della Mosa di cui fu la prima badessa. Attorno alla chiesa madre, fondò altri sette oratori, ispirati alle sette basiliche di Roma.
Begga morì, nel suo monastero, nel 698.

## Matrimonio e figli
Begga ad Ansegiso diede due figli:
- Pipino (645-714), maggiordomo di palazzo dei regni franchi, che fu il capostipite dei carolingi[1]
- Rotilde, detta Doda (?- dopo il 692), fu regina consorte dei franchi di Borgogna, in quanto moglie di Teodorico III

## Culto
È tradizionalmente ritenuta la fondatrice e la protettrice delle beghine (forse per l'assonanza dei nomi "Begga" e "beghina").
La sua memoria liturgica ricorre il 17 dicembre.

### Fonti primarie
- (LA)  Annales Xantenses.
- (LA)  Annales Marbacenses.
- (LA)  Annales Mettenses Priores.

### Letteratura storiografica
- Christian Pfister, La Gallia sotto i Franchi merovingi. Vicende storiche, in Storia del mondo medievale - Vol. I, Cambridge, Cambridge University Press, 1978,  pp. 688-711.